# James Ottaway
James Ottaway (13. ledna 1896, Londýn) je bývalý anglický fotbalista.

## Fotbalová kariéra
V asociační lize 1925 hrál za DFC Prag. V lize nastoupil v 9 utkáních.